# جان پی. سورما
جان پی. سورما (به انگلیسی: John P. Surma) (زاده ۱۹۵۴) کارآفرین، بازرگان و مدیر ارشد اجرایی آمریکایی است، که اکنون به‌عنوان مدیر عامل اجرایی و رییس هیئت مدیره شرکت یو.اس. استیل فعالیت می‌کند.